# إليزابيث موران
إليزابيث موران شارتيي (10 أكتوبر 1943)، هي سياسية فرنسية وعضوة في البرلمان الأوروبي انتخبت في انتخابات 2009 ممثلة غرب فرنسا وحزب الاتحاد من أجل حركة شعبية.

## مشاورها في السياسة الفرنسية
تولت موران منصب نائبة رئيس مجلس جهة بواتو شارنت جون بيير رافاران، وأصبحت الرئيسة بعد ترشح رافاران لمنصب رئيس الوزراء. وفي انتخابات 2004 أزيلت من منصبها بعد تفوق سيغولين رويال عليها في عدد الأصوات.

## البرلمان الأوروبي
في الانتخابات الأوروبية 2004، كانت موران ثالث مرشحة لحزب الاتحاد من أجل حركة شعبية في غرب فرنسا ولكنها لم تُنْتَخَب بل فازت روزيلين باشيلو. بعدها، عندما أنضمت باشيلو إلى حكومة فرنسوا فيون في مايو 2007، أصبحت عضوة في البرلمان الأوروبي، ومنذ ذلك الحين أصبحت عضوة في لجنة العمل والشؤون الاجتماعية للبرلمان الأوروبي. إضافة إلى ذلك، أصبحت عضوة في المجلس الاقتصادي، الاجتماعي والبيئي الفرنسي من سبتمبر 2004 إلى مايو 2007.
في الانتخابات الأوروبية 2009، كانت موران المرشحة الثانية على قائمة حزب الاتحاد من أجل حركة شعبية في الجهة الغربية وانتُخِبت للبرلمان الأوروبي. ما بين 2010 و2012، عُيِّنت نائبة رئيسة مجلس إدارة لجنة حقوق المرأة والمساواة بين الجنسين.
بعد الانتخابات الأوروبية 2014، انتُخِبت موران ككويستور في البرلمان الأوروبي لسنتين ونصف السنة. خلال هذه الفترة أصبحت جزء من قيادة البرلمان بقيادة الرئيس مارتن شولتز.

## الأوسمة
: وسام جوقة الشرف، رتبة فارس، سنة 2000.
: وسام الاستحقاق الوطني، رتبة ضابط، سنة 2007.
: وسام السعفات الأكاديمية، رتبة قائد، سنة 2006.

## بعض منشوراتها
- 1976: الأحزاب السياسية في حقبة يوليوس قيصر (بالفرنسية: Les Partis politiques à l'époque de Jules César)‏
- 1984: التراث والبيئة في المناطق الحضرية (بالفرنسية: Patrimoine et environnement en milieu urbain)‏
- 1986: إلى صناديق الاقتراع، المواطنين (بالفرنسية: Aux urnes, citoyens)‏